# 安定站 (北京市)
安定站位于北京市大兴区安定镇，建于1895年。距北京站51公里，距上海站1412公里。现为四等站。客运办理旅客乘降，行李、包裹托运；货运只办理罐装柴油发到。